# Santa Fe (prowincja)
Santa Fe – jedna z prowincji Argentyny. Leży na północy kraju. Sąsiednie prowincje to: Chaco, Corrientes, Entre Ríos, Buenos Aires, Córdoba i Santiago del Estero.
Ważniejsze miasta prowincji to: Rosario (908 000 mieszkańców), Santa Fe (369 000), Rafaela (83 000), Villa Gobernador Gálvez (74 000), Venado Tuerto (69 000), Reconquista (66 000) i Santo Tomé (58 000). Analfabetyzm wynosi 3,7%.

## Historia
Przed przybyciem konkwistadorów ziemie te zamieszkiwane były przez plemiona: Tobas, Timbúes, Mocovíes, Pilagás, Guaycurúes i Guaraníes. Wiodły one koczowniczy tryb życia, żyły z polowania, rybołówstwa i zbioru owoców.
Pierwsze europejskie osadnictwo miało miejsce w 1527 roku, u zbiegu rzek Paraná i Carcarañá, kiedy Sebastián Gaboto podążając na północ, ufundował fort nazwany Sancti Spiritus. Fort ten jednak został 2 lata później zniszczony przez tubylców.
W 1573 Juan de Garay założył miasto Santa Fe w pobliżu obecnego miasta Cayastá, przeniesione w 1651, a następnie w 1660 roku do swojej obecnej lokalizacji.
W 1812 prawnik Manuel Belgrano stworzył i wywiesił flagę Argentyny, w pobliżu Rosario, 160 km na południe od Santa Fe.
Po organizacji państwa, prowincja weszła w erę pokoju i dobrobytu; od 1872 założono linie kolejowe, linie telegraficzne, a w 1889 został założony uniwersytet – Universidad de Santa Fe.
Polityczna hegemonia konserwatystów została przełamana przez nowe idee przywiezione przez europejskich imigrantów. Powołano partie: Unión Cívica Radical (UCR) i Partido Demócrata Progresista (PDP), oraz utworzono Federación Agraria Argentina („Argentyńską Federację Agrarną”).
Po wyborach z 1912 roku Roque Sáenz Peńa stał się członkiem rządu, aż do 1930. W 1919 został założony Universidad Nacional del Litoral.
Znaczenie prowincji wzrosło, jako ważnego producenta rolniczego, a Rosario stało się jednym z najważniejszych portów Argentyny.

## Geografia

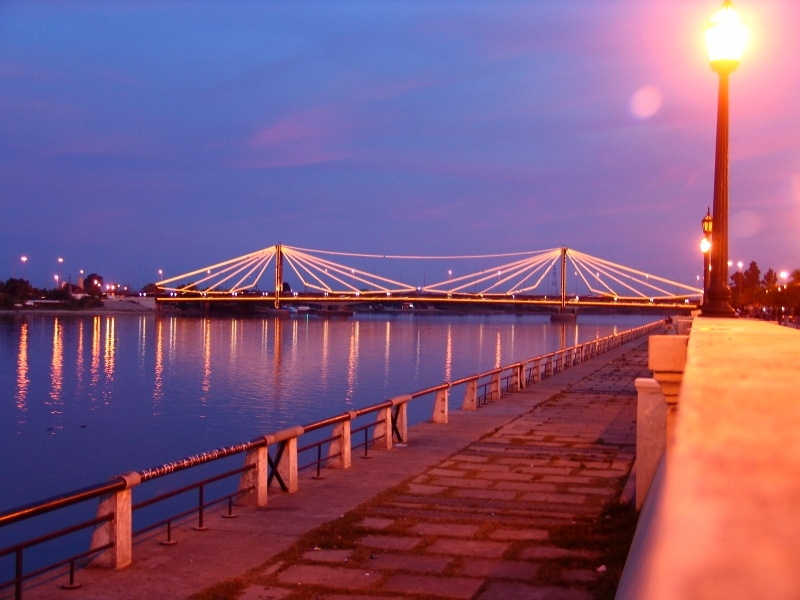
Santa Fe

Większa część prowincji składa się z zielonej równiny, część z wilgotnej Pampy, graniczącej na północy z Gran Chaco. Na zachodzie znajdują się niskie sierry. Na północy panują wyższe temperatury ze średnią roczną ok. 21 °C, opady atmosferyczne do 1100 mm na wschodzie, zmniejszając na zachód, gdzie jest charakterystyczna pora sucha podczas zimy. Na południu temperatury są niższe, a opady nieco mniejsze.
Główna rzeka to Parana wpadająca do Zatoki La Plata. W 2003 na północy i w centrum miała miejsce katastrofalna powódź, powodując poważne straty w gospodarce prowincji.

## Gospodarka
Santa Fe jest jedną z najważniejszych prowincji w kraju. Dwadzieścia jeden procent ziem uprawnych Argentyny leży w Santa Fe. Hodowla bydła oraz owiec. Uprawia się tu pszenicę, kukurydzę, bawełnę, len, trzcinę cukrową oraz tytoń. W mniejszej skali truskawki i miód (300 tys. uli). Pozyskuje się też drewno. W prowincji rozwinął się przemysł spożywczy, włókienniczy, skórzano-obuwniczy, papierniczy, rafineryjny oraz hutniczy. Rozwinięte rybołówstwo.

## Podział administracyjny
Prowincja jest podzielona na 19 departamentów (hiszp. departamentos), które z kolei dzielą się na okręgi, miejskie lub wiejskie (te pierwsze liczą powyżej 10 000 mieszkańców).
Department (stolica)
- Belgrano (Las Rosas)
- Caseros (Casilda)
- Castellanos (Rafaela)
- Constitución (Villa Constitución)
- Garay (Helvecia)
- General López (Melincué)
- General Obligado (Reconquista)
- Iriondo (Cañada de Gómez)
- La Capital (Santa Fe)
- Las Colonias (Esperanza)
- Nueve de Julio (Tostado)
- Rosario (Rosario)
- San Cristóbal (San Cristóbal)
- San Javier (San Javier)
- San Jerónimo (Coronda)
- San Justo (San Justo)
- San Lorenzo (San Lorenzo)
- San Martín (Sastre)
- Vera (Vera)